# Ravensbrück koncentrationslejr
Ravensbrück var en berygtet koncentrationslejr for kvinder i Nazityskland ca. 90 km nord for Berlin. Lejren blev påbegyndt i november 1938 efter ordre fra SS-lederen Heinrich Himmler, og den stod klar til åbning i maj 1939. I foråret 1941 blev der opført en mindre lejr for mænd ved siden af hovedlejren.
Fra 1939 til 1945 passerede over 130.000 kvinder gennem lejren, og af dem overlevede kun 40.000. De indsatte kom fra de dele af Europa, som var besat af tyskerne. Den største gruppe var polakker, hvoraf omkring 40.000 på et tidspunkt opholdt sig i lejren.
Også flere skandinaviske kvinder opholdt sig i lejren, der var et af målene for redningsaktionen med de hvide busser i foråret 1945. I alt blev omkring 7.000 kvinder reddet, fordi Folke Bernadotte havde forhandlet sig frem til, at de hvide busser måtte tage ikke blot skandinaviske, men alle syge fanger med. Lejren blev befriet 30. april af de sovjetiske styrker, og de fandt endnu omkring 3.500 syge kvinder og børn samt nogle hundrede mænd i lejren. Mange af dem var så afkræftede, at de døde i de kommende uger.
Fra befrielsen til 1994 fungerede lejren som kaserne for russiske soldater. Der blev indviet et mindesmærke for lejren i 1959, og ved 50-året for krigens afslutning i 1995, da de russiske soldater var rejst, blev området omkring lejrindgangen åbnet for offentligheden.